# Toerenteller

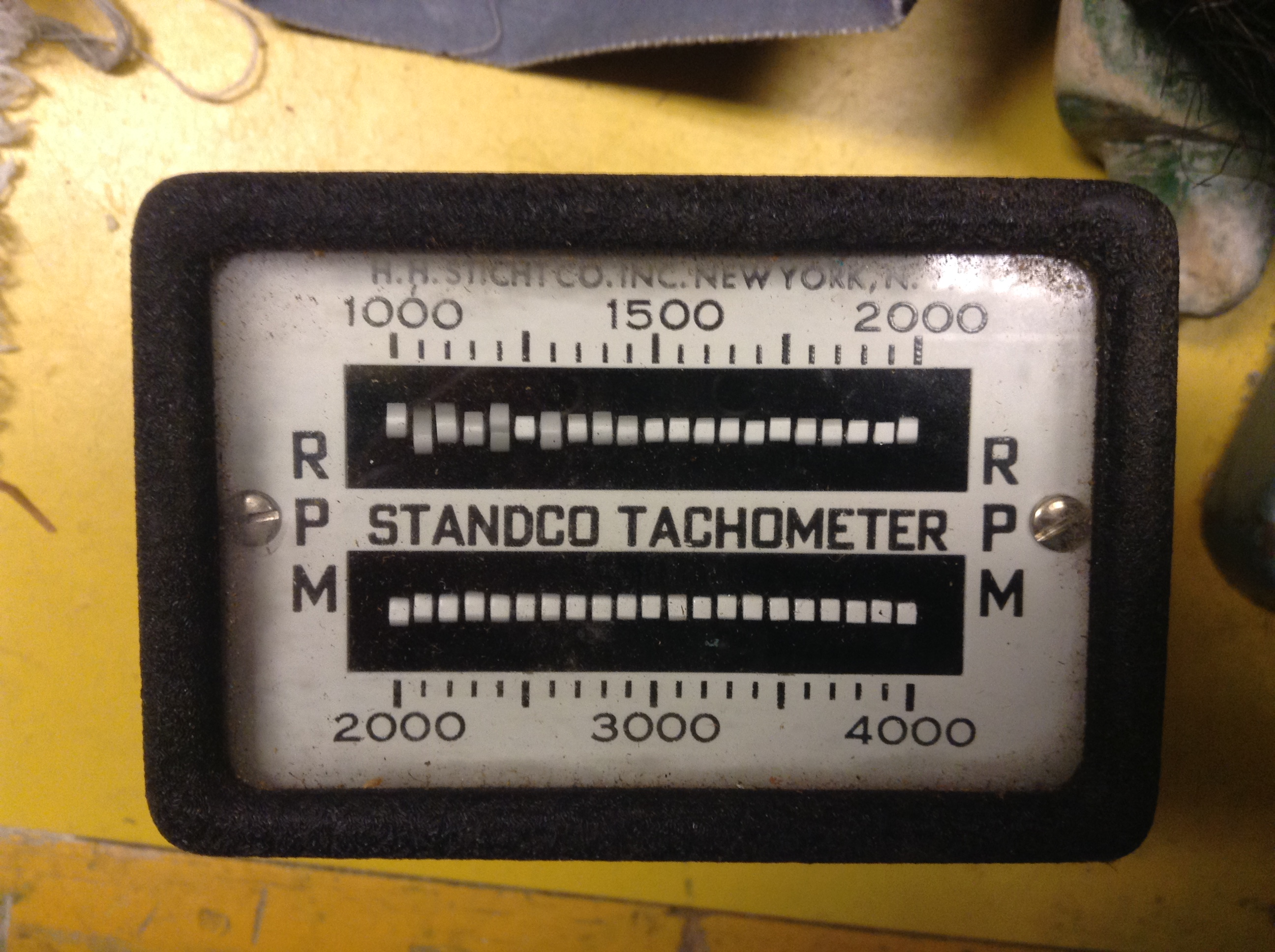
Analoge tachometer, die het toerental meet door middel van kammen die op dezelfde frequentie gaan trillen als de motor.

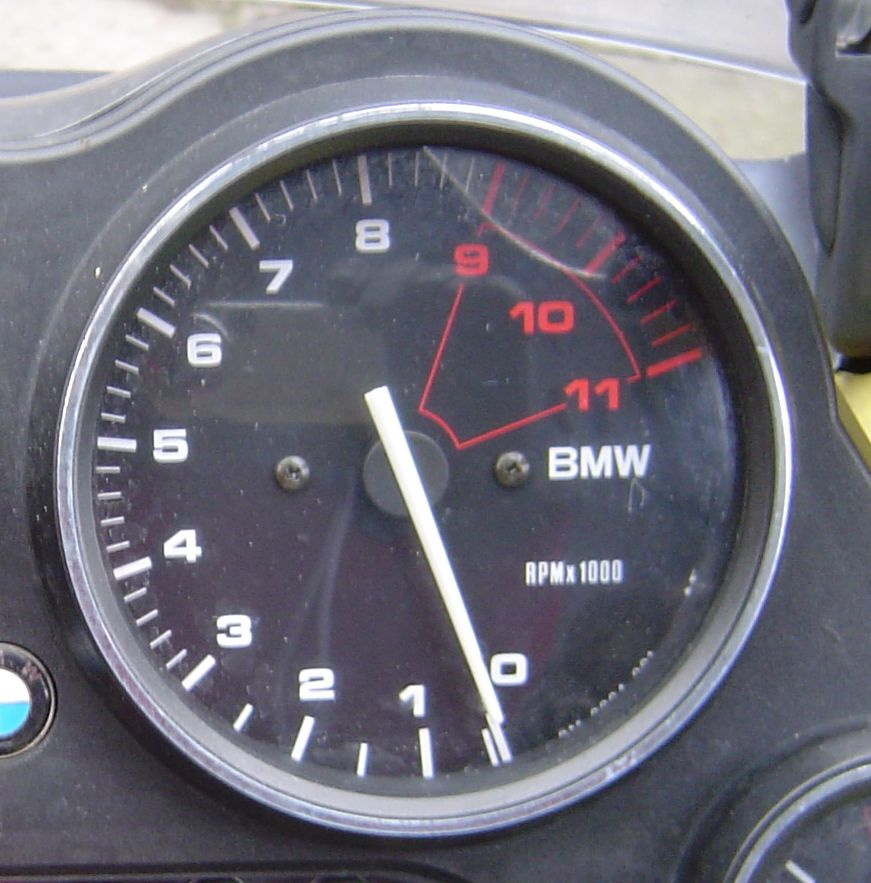
Toerenteller van een motorfiets. Het rode gebied is een "ongezond" toerenbereik, waarin de motor slechts zeer korte tijd mag draaien. In veel gevallen wordt voor het bereiken van dit toerental de inspuiting van brandstof of de ontsteking gestopt door de toerenbegrenzer.

Een toerenteller is een meetinstrument dat de omwentelingssnelheid van een as aangeeft.
Deze snelheid kan worden aangegeven in hertz, de officiële SI-eenheid, maar bij voertuigen en machines wordt meestal gewerkt met omwentelingen per minuut.

## Voertuigen met verbrandingsmotor
Bij motorvoertuigen met verbrandingsmotor wordt het toerental in het algemeen gemeten aan de nokkenas, terwijl de krukassnelheid wordt aangegeven. (De nokkenas draait met de halve krukassnelheid).
De meetwijze verschilt per voertuig omdat er in een motor veel dingen in een vast stramien gebeuren:
Per twee krukasomwentelingen: één nokkenasomwenteling, één vonk per bougie, één inspuiting per verstuiver, etc. Dit biedt de mogelijkheid de meting mechanisch over te brengen naar het dashboard (via een kabel), maar het kan ook elektronisch gebeuren.
In feite is een snelheidsmeter ook een toerenteller, die meestal de snelheid van de uitgaande as van de versnellingsbak meet. Bij veel auto's en motorfietsen zijn toerenteller en snelheidsmeter op elkaar afgestemd: Staan de wijzers gelijk, dan is de krukassnelheid gelijk aan de snelheid van de uitgaande as van de versnellingsbak (1:1, prise directe). Vaak is dit de vierde versnelling. Bij lagere versnellingen draait de krukas sneller, bij een overdrive (vijfde versnelling) draait de krukas langzamer.
De toerenteller stelt ook de toerenbegrenzer (indien aanwezig) in werking.